# Agaricaceae
Agaricaceae é uma família de cogumelos basidiomicetos, tal como os lepiotos, etc. Essa família compreende mais de 5 mil espécies.

## Géneros
| Gênero Autoridade                                           | Ano  | Espécie-tipo                     | num de espécies |
| ----------------------------------------------------------- | ---- | -------------------------------- | --------------- |
| Abstoma G. Cunn.                                            | 1926 | Abstoma purpureum                |                 |
| Acutocapillitium P. Ponce de León                           | 1976 | Acutocapillitium torrendii       |                 |
| Agaricus L.                                                 | 1753 | Agaricus campestris              |                 |
| Allopsalliota Nauta & Bas                                   | 1999 | Allopsalliota geesterani         | 1               |
| Amylolepiota Harmaja                                        | 2002 | Amylolepiota lignicola           | 1               |
| Anellaria                                                   |      |                                  |                 |
| Arachnion Schwein.                                          | 1822 | Arachnion album                  |                 |
| Araneosa Long                                               | 1941 | Araneosa columellata             | 1               |
| Attamyces Kreisel                                           | 1972 | Attamyces bromatificus           | 1               |
| Barcheria T. Lebel                                          | 2004 | Barcheria willisiana             | 1               |
| Battarrea Pers.                                             | 1801 | Battarrea phalloides             |                 |
| Battarreoides (Pat. & Har.) R. Heim & T. Herrera            | 1962 | Battarreoides potosinus          | 1               |
| Bovista Pers                                                | 1794 | Bovista plumbea                  |                 |
| Bovistella Morgan                                           | 1892 | Bovistella ohiensis              |                 |
| Calbovista Morse ex M.T. Seidl                              | 1995 | Calbovista subsculpta            |                 |
| Calvatia Fr.                                                | 1849 | Calvatia craniiformis            |                 |
| Chamaemyces Earle                                           | 1909 | Chamaemyces alphitophyllus       |                 |
| Chlamydopus Speg.                                           | 1898 | Chlamydopus clavatus             |                 |
| Chlorolepiota Sathe & S.D. Deshp.                           | 1979 | Chlorolepiota mahabaleshwarensis |                 |
| Chlorophyllum Massee                                        | 1898 | Chlorophyllum esculentum         |                 |
| Clarkeinda Kuntze                                           | 1891 | Clarkeinda pedilia               |                 |
| Clavogaster Henn.                                           | 1896 | Clavogaster novozelandicus       |                 |
| Coccobotrys Boud. & Pat.                                    | 1900 | Coccobotrys xylophilus           |                 |
| Constricta R. Heim & Mel.-Howell                            | 1965 | Constricta africana              |                 |
| Coprinus Pers.                                              | 1797 | Coprinus comatus                 |                 |
| Crucispora E. Horak                                         | 1971 | Crucispora naucorioides          | 2               |
| Cystoagaricus                                               |      |                                  |                 |
| Cystoderma                                                  |      |                                  |                 |
| Cystodermella Harmaja                                       | 2002 | Cystodermella granulosa          |                 |
| Cystolepiota Singer                                         | 1952 | Cystolepiota constricta          |                 |
| Disciseda Czern.                                            | 1845 | Disciseda collabescens           |                 |
| Endolepiotula Singer                                        | 1963 | Endolepiotula ruizlealii         | 1               |
| Endoptychum Czern.                                          | 1845 | Endoptychum agaricoides          |                 |
| Floccularia Pouzar                                          | 1957 | Floccularia straminea            |                 |
| Gasterellopsis Routien                                      | 1940 | Gasterellopsis silvicola         | 1               |
| Gastropila Homrich & J.E. Wright                            | 1973 | Gastropila fragilis              |                 |
| Glyptoderma . Heim & Perr.-Bertr.                           | 1971 | Glyptoderma coelatum             | 1               |
| Gymnogaster J.W. Cribb                                      | 1956 | Gymnogaster boletoides           | 1               |
| Gyrophragmium Mont.                                         | 1843 | Gyrophragmium delilei            | 1               |
| Heinemannomyces Watling                                     | 1999 | Heinemannomyces splendidissima   | 1               |
| Hiatulopsis Singer & Grinling                               | 1967 | Hiatulopsis amara                | 2               |
| Holocotylon Lloyd                                           | 1906 | Holocotylon brandegeeanum        |                 |
| Hymenagaricus Heinem.                                       | 1981 | Hymenagaricus hymenopileus       |                 |
| Hypogaea E. Horak                                           | 1964 | Hypogaea brunnea                 | 1               |
| Janauaria Singer                                            | 1986 | Janauaria amazonica              | 1               |
| Lepista                                                     |      |                                  |                 |
| Lepiota (Pers.) Gray                                        | 1821 | Agaricus colubrinus              |                 |
| Leucoagaricus Locq. ex Singer                               | 1948 | Leucoagaricus macrorhizus        |                 |
| Leucocoprinus Pat.                                          | 1888 | Leucocoprinus cepistipes         |                 |
| Leucopholiota                                               |      |                                  |                 |
| Longula                                                     |      |                                  |                 |
| Lycogalopsis E. Fisch.                                      | 1886 | Lycogalopsis solmsii             |                 |
| Lycoperdon Pers.                                            | 1801 | Lycoperdon perlatum              |                 |
| Lycoperdopsis Henn. & E. Nyman                              | 1899 | Lycoperdopsis arcyrioides        | 1               |
| Macrolepiota Singer                                         | 1948 | Macrolepiota procera             |                 |
| Melanophyllum Velen.                                        | 1921 | Melanophyllum canali             |                 |
| Metraria Cooke & Massee                                     | 1891 | Metraria insignis                | 2               |
| Metrodia Raithelh.                                          | 1971 | Metrodia collybioides            | 2               |
| Micropsalliota Höhn.                                        | 1914 | Micropsalliota pseudovolvulata   |                 |
| Montagnea <smallFr.small>                                   | 1836 | Montagnea arenaria               |                 |
| Morganella Zeller                                           | 1948 | Morganella mexicana              |                 |
| Mycenastrum Desv.                                           | 1842 | Mycenastrum corium               |                 |
| Mycocalia J.T. Palmer                                       | 1961 | Mycocalia denudata               |                 |
| Neosecotium Singer & A.H. Sm.                               | 1960 | Neosecotium macrosporum          | 2               |
| Notholepiota E. Horak                                       | 1971 | Notholepiota areolata            |                 |
| Panaeolopsis Singer                                         | 1969 | Panaeolopsis sanmartiniana       |                 |
| Phaeopholiota Locq. & Sarwal                                | 1983 | Phaeopholiota crinipellis        | 1               |
| Phlebonema R. Heim                                          | 1929 | Phlebonema chrysotingens         |                 |
| Phyllogaster Pegler                                         | 1969 | Phyllogaster pholiotoides        | 1               |
| Pleurotus                                                   |      |                                  |                 |
| Podaxis Desv.                                               | 1809 | Podaxis senegalensis             |                 |
| Pseudoauricularia Kobayasi                                  | 1982 | Pseudoauricularia papuana        | 1               |
| Queletia Fr.                                                | 1871 | Queletia mirabilis               |                 |
| Ripartitella                                                |      |                                  |                 |
| Rugosospora Heinem.                                         | 1973 | Rugosospora ochraceobadia        | 2               |
| Schinzinia Fayod                                            | 1889 | Schinzinia pustulosa             | 1               |
| Secotium Kunze                                              | 1840 | Secotium gueinzii                |                 |
| Singerina Sathe & S.D. Deshp.                               | 1981 | Singerina indica                 |                 |
| Smithiogaster J.E. Wright                                   | 1975 | Smithiogaster volvoagaricus      | 1               |
| Smithiomyces Singer                                         | 1944 | Smithiomyces mexicanus           | 2               |
| Termiticola E. Horak                                        | 1979 | Termiticola rubescens            | 1               |
| Tulostoma Pers.                                             | 1794 | Tulostoma mammosum               |                 |
| Verrucospora E. Horak                                       | 1967 |                                  |                 |
| Volvolepiota                                                |      |                                  |                 |
| Xanthagaricus Heinem.) Little Flower, Hosag. & T.K. Abraham | 1997 |                                  |                 |
| Xerocoprinus Maire                                          | 1907 | Xerocoprinus arenarius           | 1               |